# ژن ساعت
ژن ساعت (به انگلیسی: CLOCK) ژنی است که که بر روی دوام و دوره زمانی ساعت زیستی تأثیرگذار است. تحقیقات نشان می‌دهد که ژن ساعت نقش مهمی در فعال سازی عناصر پایین دست در مسیر حیاتی تنظیم چرخه‌های شبانه‌روزی دارد.

## تاریخچه کشف
ژن ساعت اولین بار در سال ۱۹۹۴ توسط دکتر ژوزف تاکاشانی و همکارانش شناخته شد. تاکاشانی از فرایند جهش‌زایی روی سلول‌های موش‌ها با مادهٔ ENU استفاده کرد تا با ایجاد جهش در ژن‌ها، ژن‌های کلیدی که به‌طور گسترده‌ای بر فعالیت‌های شبانه‌روزی بدن تأثیر می‌گذارند را شناسایی کند. جهش‌های ژن ساعت از طریق صفحه ای کشف شد که تغییرات دوره‌ای غیرطبیعی و طولانی را در فعالیت‌های روزانه نشان می‌داد. همچنین اثبات شده‌است که این ویژگی قابل ارث‌بری است.
در آزمایش تاکاشانی، موش‌هایی که به صورت ناجورتخم پرورش داده شده‌بودند، چرخه‌های شبانه‌روزی طولانی‌تر ۲۴٫۴ ساعته داشتند که نسبت به گروه کنترل با چرخه‌های ۲۳٫۳ ساعته بیشتر بود. موش‌های جورتخم برای جهش، چرخه‌های روزانهٔ ۲۷٫۳ ساعته داشتند که درنهایت پس از چند روز ماندن در تاریکی به‌طور کامل ریتم عملکرد روزانه خود را از دست دادند.

## عملکرد
ژن ساعت به عنوان یک فاکتور رونویسی نقش مهمی در سلول‌های تنظیم‌کننده ساعت زیستی دارند. در مگس سرکه، ژن ساعت پس از سنتز شدن و پیش از ورود به هسته در سیتوپلاسم هیپوفسفریله می‌شود. هنگامی که در هسته قرار می‌گیرد در مرکز متمرکز می‌شود و سپس به‌طور همگن در هسته توزیع می‌شود.
ژن دوره یا CYC از طریق دامنه‌های PAS خود با ژن‌ساعت ترکیب می‌شود و یک دیمر را تشکیل می‌دهد. سپس این دیمر به پروتئین CBP ملحق می‌شود و حاصل فسفریله می‌شود. پس از فسفریله‌شدن، ترکیب CYC-CLK به عناصر E-Box ژن‌های چرخه و بی‌زمان متصل می‌شود و باعث تحریک بیان ژن‌های per و tin می‌شود.

## جهش‌ها
موجودات زنده‌ای که ژن ساعت در آن‌ها جهش یافته‌است می‌توانند یک جهش خالص یا یک آلل آمورف در محل ژن ساعتشان داشته باشند که با پروتئین جهش‌یافته ضدیت دارد. وجود یک پروتئین آمورف پروتئین‌های حاصل رونویسی را که توسط ژن ساعت تنظیم می‌شوند، کاهش می‌دهد.

### مگس سرکه
در مگس سرکه فرم جهش‌یافته‌ای از ژن ساعت به نام Jrk توسط آلادا، هال و روزباش در سال ۱۹۹۸ کشف شد. این تیم از ژنتیک پیشرو برای شناسایی ریتم‌های روزانه در مگس‌های جهش‌یافته استفاده کرد. Jrk از یک کدون خاتمه ناشی می‌شود که دامنه فعال‌سازی ژن ساعت را مخدوش می‌کند. این جهش تأثیرات قابل‌توجهی دارد. نیمی از مگس‌های ناجورتخمی که این جهش را داشتند در دوره‌های روزانهٔ ۲۴٫۸ ساعته فعالیت می‌کردند در حالی که نیم دیگر آن‌ها کاملاً نامنظم فعالیت می‌کردند. مگس‌های جورتخم نیز به‌طور کامل ریتم فعالیت‌های روزانه خود را از دست دادند. همچنین این محققین نشان دادند که سطح پروتئین‌های PER و TIM در این مگس‌های جهش‌یافته پایین است که این خود دلیلی بر تأثیر ژن ساعت بر چرخهٔ فعالیت روزانه است. با وجود این که جهش‌ها چرخهٔ فعالیت‌های روزانهٔ مگس را تغییر می‌دهد، هیچ‌گونه نقص فیزیکی یا رفتاری در مگس‌ها ایجاد نمی‌کند.

### موش
موشی که ژن ساعت جهش‌یافته‌ای مشابه Jrk دارد دارای یک جهش در اگزون ۱۹ ژن ساعت است که ژن جهش‌یافتهٔ ClockΔ۱۹ نامیده می‌شود. این جهش غالب منفی منجر به یک دیمر معیوب ژن ساعت و ژن BMAL می‌شود که توانایی فعال سازی رونویسی را در موش‌ها کاهش می‌دهد.

## تأثیرات مشاهده‌شده
در انسان مادهٔ چندریختی ای به نام rs6832769 در ژن‌های ساعت وجود دارد که که مربوط به ویژگی شخصیتی سازگاری است. مادهٔ تک‌نکلئوتید چندریختی دیگری به نام 3111C در ژن ساعت به ویژگی ترجیح انسان بر انجام دادن فعالیت‌ها در طول روز (و نه در شب) نسب داده شده‌است. تغییرات این ماده در افزایش بی‌خوابی، دشواری در کاهش وزن و عود افسردگی عمده در بیماران مبتلا به اختلال دوقطبی مؤثر است.
در موش‌ها، ژن ساعت در اختلالات خواب، متابولیسم، بارداری و اختلالات خلقی مؤثر شاخته شده‌است. موش‌هایی که ژن ساعت آن‌ها دچار جهش شده‌است، در روز کمتر از سایر موش‌ها می‌خوابند. این تغییرات همچنین باعث اختلال سطح گلوگز در پلاسمای موش‌ها می‌شود و ریتم‌های غذاخوردن آن‌ها را نیز تغییر می‌دهد؛ بنابراین این جهش را در طول زمان علائم سندرم اختلال متابولیسم را ایجاد می‌کند. علاوه‌بر این، موش‌های ماده‌ای که ژن ساعت جهش‌یافته دارند دچار اختلال دوره فحلی و سقط‌های مکرر می‌شوند. جهش ژن‌ساعت همچنین به علائم اختلالات دوقطبی مانند جنون یا سرخوشی مرتبط شده‌است. نورون‌ها در مراکز پاداش مغز این موش‌ها دچار افزایش تحریک‌پذیری نسبت به هورمون دوپامین می‌شوند.
تغییرات در اپی‌ژنتیک ژن ساعت همچنین می‌تواند خطر ابتلا به سرطان‌سینه را افزایش دهد. مشخص شده‌است که در زنان مبتلا به سرطان سینه، متیلاسیون منطقه پیش‌برندهٔ ژن ساعت به مقدار قابل توجهی نسبت به حالت عادی کمتر است. همچنین مشخص شد که این تأثیر در زنان مبتلا به تومورهای منفی گیرنده استروژن و پروژسترون بیشتر است.

## برای مطالعهٔ بیشتر
- Wager-Smith K, Kay SA (Sep 2000). "Circadian rhythm genetics: from flies to mice to humans". Nature Genetics. 26 (1): 23–7. doi:10.1038/79134. PMID 10973243.